# Херст, Патрисия
Патрисия Кэмпбелл Херст (англ. Patricia Campbell Hearst; род. 20 февраля 1954 года) — внучка Уильяма Рэндольфа Херста, американского миллиардера и газетного магната, жертва похищения, террористка, судимая за ограбление банка.

## Биография
Херст была третьей из пяти дочерей Эппирсона Рэндольфа Херста и Кэтрин Вуд Кэмпбелл. Хотя родилась она в Сан-Франциско, выросла в основном в Хиллсборо. Посещала женскую школу Кристал-Спрингс в Хиллсборо и школу Санта-Каталина в Монтерее. После этого изначально училась в колледже Менло в Атертоне, но затем перевелась в Калифорнийский университет в Беркли, где изучала историю искусств. Несмотря на богатство их семьи, родители Патрисии не контролировали её увлечения и интересы, как и не считали необходимым принять какие-либо меры для её личной безопасности. На момент похищения она училась на втором курсе Калифорнийского университета и жила со своим женихом Стивеном Уидом.
В феврале 1974 года в возрасте 19 лет была захвачена в университетском городке Беркли (Калифорния) американской леворадикальной террористической группировкой Симбионистская армия освобождения (С. А. О.). Провела 57 дней в шкафу размером 2 метра на 63 сантиметра, первые две недели с завязанными глазами, первые несколько дней без туалета и с кляпом во рту, перенесла физическое, психологическое и сексуальное насилие. Первоначальный план обменять заложницу на двух членов группировки, отбывавших тюремное заключение за совершённое группой политическое убийство, провалился при первой попытке переговоров с властями.
За освобождение внучки миллиардера террористы потребовали выдачи каждому неимущему жителю Калифорнии продовольственного пакета в 70 долларов и печати массовым тиражом пропагандистской литературы. Это обошлось бы семейству Херст в 400 млн долларов. Семья объявила о невозможности выполнения условий С. А. О. и предложила выделить 6 млн долларов тремя порциями по 2 млн долларов.
После того, как семья заложницы организовала распределение пищевых продуктов на сумму 4 млн долларов, и за сутки до обещанного террористами освобождения девушки под залог ещё 2 млн долларов группировка выпустила аудиодекларацию, в которой Патрисия Херст провозгласила своё вступление в ряды С. А. О. и отказалась вернуться в семью:

Или и дальше оставаться в плену, или использовать мощь С. А. О. и бороться за мир. Я решила бороться… Я решила остаться с новыми друзьями.
Оригинальный текст (англ.)Either continue to remain in captivity, or use the power of SLA. And fight for peace. I decided to fight… I decided to stay with new friends.

Впоследствии обнаружилось, что девушка согласилась перейти на сторону захватчиков и переняла их политические убеждения под угрозой убийства.

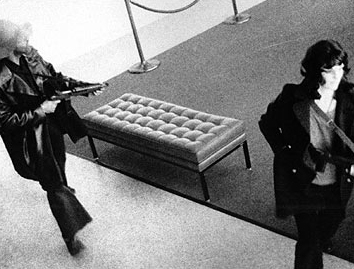
Патрисия Херст (справа) под конвоем лидера С. А. О. Дональда Дефриза (слева) участвует в ограблении банка «Хиберния» в Сан-Франциско, 1974 год

В С. А. О. Херст получила боевой псевдоним «Таня» в честь Тамары (Тани) Бунке, погибшей единомышленницы Эрнесто Че Гевары. Американская пресса романтизировала образ заложницы-революционерки, незаслуженно превратив её в символ леворадикального движения 1970-х. 15 апреля 1974 года в составе боевой группы С. А. О. Патрисия Херст приняла участие в ограблении банка «Хиберния» в Сан-Франциско. Позднее была вовлечена в ограбление банка в городке Кэрмичел (Калифорния), обстрел супермаркета, несколько случаев угона автомобилей и захвата заложников, производство взрывчатки. Была объявлена в розыск и арестована 18 сентября 1975 года вместе с четырьмя другими членами С. А. О. в результате облавы ФБР.
После сдачи властям и заключения под стражу Херст рассказала о насилии над ней со стороны террористов и объявила о принудительном характере всей своей деятельности в рядах С. А. О. Организованная по решению суда психиатрическая экспертиза подтвердила наличие у девушки посттравматического расстройства психики, вызванного переживанием интенсивного страха, беспомощности и крайнего ужаса.
По стечению обстоятельств Херст оказалась единственным членом группировки, которому было предъявлено обвинение в ограблении банка «Хиберния». 20 марта 1976 года Херст была приговорена к семилетнему тюремному заключению за участие в ограблении банка, несмотря на усилия адвокатов представить её жертвой похищения, сам же приговор ею не оспаривался. Благодаря вмешательству президента США Джимми Картера срок был сокращён, а 1 февраля 1979 года приговор был отменён под давлением общественной кампании поддержки, развёрнутой «Комитетом по освобождению Патрисии Херст».
По истечении срока тюремного заключения вышла замуж за одного из своих телохранителей и живёт с семьёй в пригороде Нью-Йорка. Сотрудничала с ФБР, дав свидетельские показания, положенные в основу трёх судебных процессов по делу С. А. О., сыграла несколько ролей в кино и театре.
20 января 2001 года Херст получила полное президентское помилование указом Билла Клинтона.
Случай Патрисии Херст считается классическим примером стокгольмского синдрома.

## Критика
Как указывает биограф П. Херст Джеффри Тубин, в случае двойного вмешательства высших представителей исполнительной власти в судьбу Херст, связи и денежные средства её семьи стали немаловажным вспомогательным обстоятельством:

Тюрьмы США кишат заключёнными, которых также ввели в заблуждение и которые совершили гораздо менее тяжкие преступления, чем Патрисия. Однако у этих несчастных нет шансов даже на единичный акт снисхождения, а тем более — на беспрецедентный двойной.
Оригинальный текст (англ.)Yet America’s prisons “teem with convicts who were also led astray and who committed lesser crimes than Patricia. These unfortunate souls have no chance at even a single act of clemency, much less an unprecedented two.

## Семья
- Муж: Бернард Шоу (бывший телохранитель и полицейский).
- Дочери: модель и актриса Лидия Мари Херст-Шоу и Джиллиан Херст-Шоу.

## Образ в искусстве
- Abduction (1975) Художественный фильм Джозефа Зито, эксплуатирующий сюжет похищения Хёрст, был снят по одноимённому роману Джеймса Харрисона, опубликованному в 1974 до момента захвата Херст.
- Ален Роб-Грийе положил историю Патрисии Херст в основу своего фильма «Игра с огнём».
- Сценарист Дэйл Лаунер вдохновлялся образом Патрисии при создании фильма «Безжалостные люди» (1986).
- Пол Шредер в 1988 снял фильм «Патти Херст».
- Роберт Зюйдам написал о Патрисии Херст оперу «Заморозки» (1993—1994).
- Стюарт Хоум положил вымышленные дневники Патрисии Херст в основу своего романа «Загубленная любовь» (2005).

### Сноски
1. ↑  В мемуарах Херст видимо ошибочно упоминается Таня Бурке (англ. Tania Burke)
2. ↑  Термин «стокгольмский синдром» ещё не был хорошо известен в 1975-м — начале 1976 года и не оказал серьёзного влияния на вынесение Херст первоначального приговора: суд не поверил заключению психиатрической экспертизы и проигнорировал юридические попытки защитить подсудимую.